# Fernrohrbiegung
Als Fernrohrbiegung wird die Verbiegung eines großen astronomischen Fernrohrs durch die Schwerkraft bezeichnet. Sie wird zu den Instrumentenfehlern gezählt, kann die Größenordnung von Bogensekunden erreichen und beeinflusst die genaue Messung von Höhenwinkeln.
Der Einfluss nimmt mit dem Sinus der Zenitdistanz zu und ist daher symmetrisch zum Zenit. Infolgedessen wird die Fernrohrbiegung (nebst anderen Instrumentenfehlern) eliminiert, wenn man zwei gegenüberliegende Sterne in gleicher Höhe beobachtet. 
Solche Sternpaare misst man u. a.:
- bei der Horrebow-Talcott-Methode zur Breitenbestimmung
- bei der Sterneck-Methode zur Breitenbestimmung
- bei der Zeit. und Längenbestimmung mit dem Passageninstrument
- bei der Methode gleicher Höhen
- und durch weitere Methoden astro-geodätischer Simultanmessungen

Während in der Astrometrie und Geodäsie dieser Effekt durch die Messanordnung minimiert wird, berücksichtigt man ihn auf Sternwarten bereits softwaremäßig in der Computersteuerung großer Teleskope.
Bei Zenitteleskopen und Zenitkameras ist die Fernrohrbiegung nahezu Null, was einen der Vorteile dieser Instrumentengruppe ausmacht.